# Redwall Limestone
Der Redwall Limestone ist eine geologische Formation, die während des Unterkarbons im Grand Canyon Arizonas im Südwesten der Vereinigten Staaten abgelagert wurde.

## Etymologie

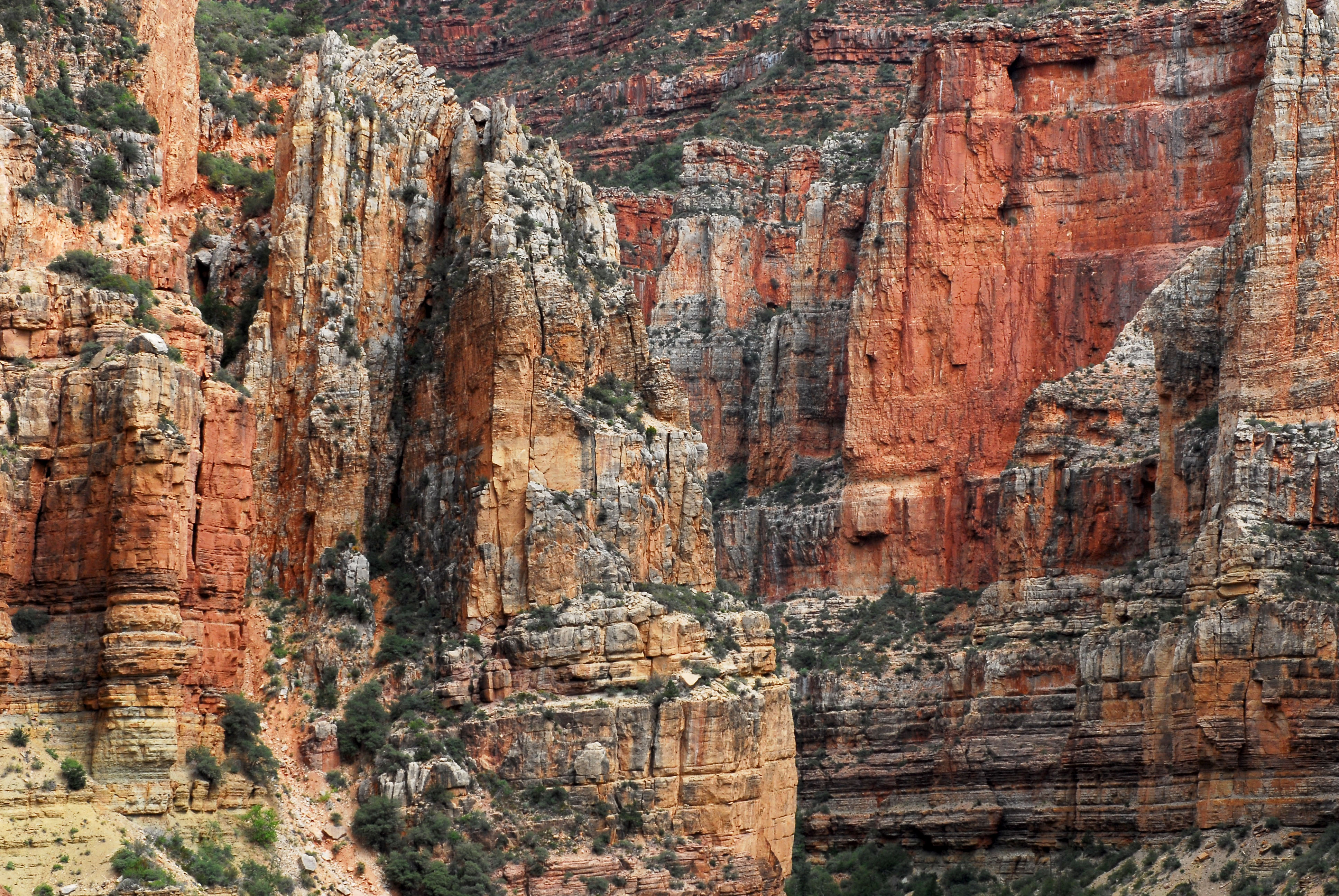
Der Redwall Limestone im Grand Canyon

Das Englische Redwall, abgeleitet von red wall, kann als rote Wand oder rote Mauer wiedergegeben werden. Limestone bedeutet Kalk. Die Bezeichnung bezieht sich auf die intensive Rotfärbung der imposanten Kalkformation, welche aber ein rein äußerliches Phänomen ist.

## Erstbenennung
Der Redwall Limestone wurde erstmals im Jahr 1875 von Grove K. Gilbert als Red Wall Limestone bezeichnet. Der Begriff war aber schon zwischen 1871 und 1873 von staatlichen amerikanischen Prospektionsgeologen in Gebrauch. Die jetzige Schreibweise etablierte sich ab 1908.

## Vorkommen
Der Redwall Limestone erscheint primär auf dem Colorado-Plateau und gehört somit zur Plateau Sedimentary Province. Zu nennen sind hier die Vorkommen im Grand Canyon National Park bis zu den Grand Wash Cliffs, um Seligman, im Chino Valley nördlich von Prescott, am Mogollon Rim, unter Tage auch im Black Mesa Basin im Nordosten Arizonas, ferner im San Juan Basin im Nordwesten New Mexicos sowie im Kane County im Süden Utahs. Die Formation erstreckt sich weiter ins Great Basin und wird dort beispielsweise in der Pavant Range im zentralen Westen Utahs oder in der Star Range im Südwesten Utahs angetroffen. Im Südosten Kaliforniens liegt der Redwall Limestone sogar metamorphosiert vor und wird in den Big Maria Mountains dann als Redwall Marble bezeichnet.

## Stratigraphie
Der Redwall Limestone überlagert im Bereich des Grand Canyons erosionsdiskordant die Temple-Butte-Formation oder die Muav-Formation. Er wird seinerseits ebenfalls erosionsdiskordant von der Surprise-Canyon-Formation, von der Watahomigi-Formation aus der Supai Group (beide im Bereich des Grand Canyons), von der Naco-Formation im Nordosten Arizonas und vom Callville Limestone im Südosten Nevadas abgedeckt. Im Zentrum Arizonas liegt er diskordant auf der devonischen Martin-Formation und im Nordosten Arizonas auf dem devonischen Ouray Limestone. In Nordostarizona wird er konform von der Molas-Formation überlagert.
Die Formation wurde 1963 erstmals von Edwin McKee in vier Member untergliedert (vom Hangenden zum Liegenden):
- Horseshoe Mesa Member – 12 bis 30 Meter
- Mooney Falls Member – 75 bis 137 Meter
- Thunder Springs Member – 0 bis 71 Meter
- Whitmore Wash Member – 0 bis 60 Meter

Das Whitmore Wash Member und das Mooney Falls Member sind dickbankige, massive Karbonate. Das Horseshoe Mesa Member ist ein dünnbankiger Kalk und das Thunder Springs Member besticht durch eine Wechsellagerung aus Chert und dünnbankigen Karbonaten.
Seitliche stratigraphische Äquivalente sind der Escabrosa Limestone im Südosten Arizonas, der Leadville Limestone im Südwesten Colorados sowie die Monte Cristo Group im Südosten Nevadas.
Der Redwall Limestone wird im Grand Canyon 150 Meter (im Osten) bis maximal 240 Meter (im Westen) mächtig. Noch weiter im Osten keilt er bei Holbrook aus. Sein Typusprofil befindet sich im nach ihm benannten Redwall Canyon, einem rechten  Seitental des Colorado Rivers.

## Lithologie

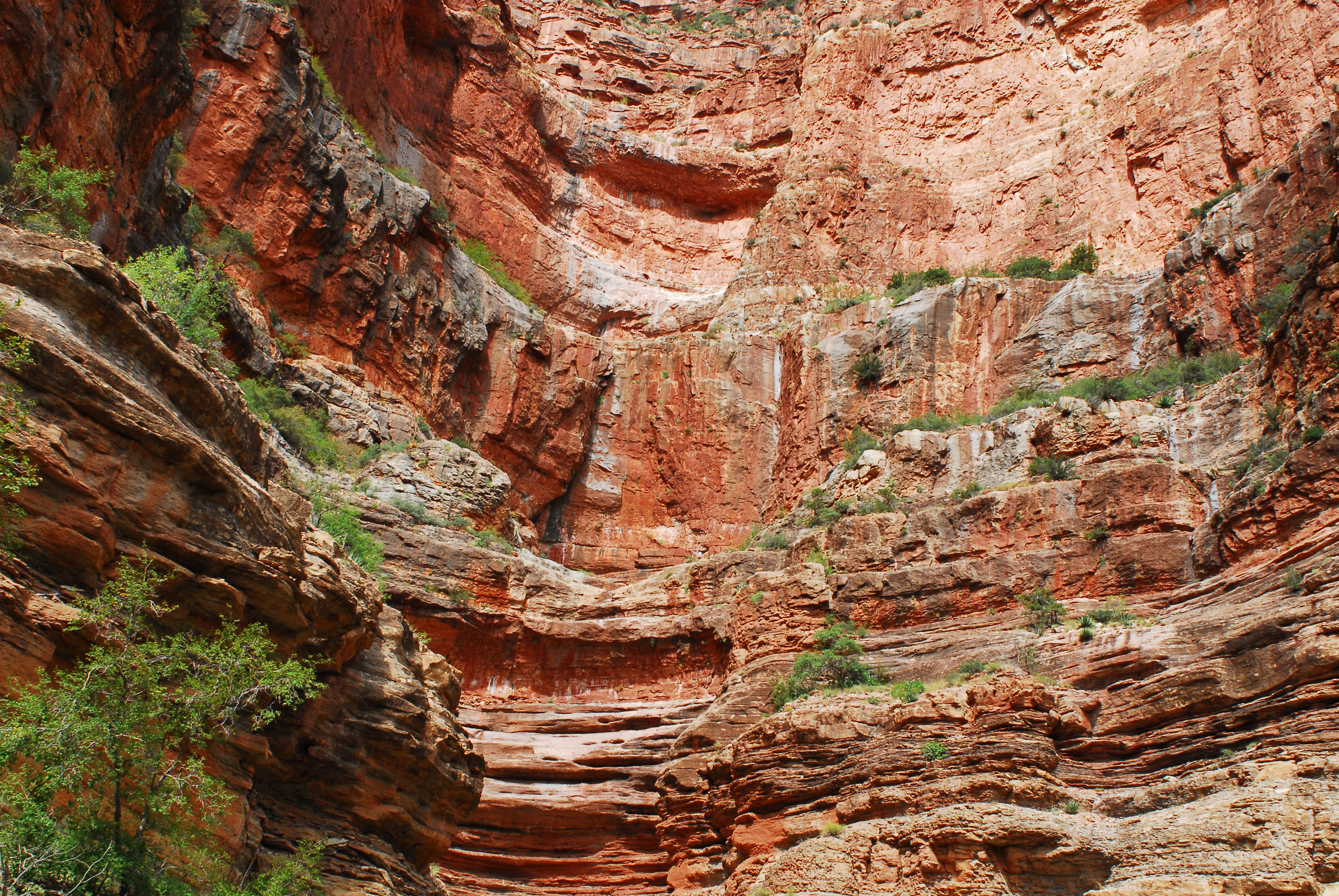
Wasserführende Verschneidung im Redwall Limestone – dem bedeutendsten Grundwasserleiter im Grand Canyon

Der fossilführende Redwall Limestone (Mr) ist ein sehr bedeutender Steilwandbildner und besteht im frischen Zustand vorwiegend aus einem hellolivgrauen bis hellgrauen, fein- bis grobkörnigen Kalk, untergeordnet auch aus etwas Tonstein. Der Kalk besteht zu 99,5 Prozent aus Calciumcarbonat, von dem 95 Prozent biologischen Ursprungs sind und mit Hilfe von Organismen gefällt wurde. Der Redwall Limestone enthält oft Chert und kann dünn- bis dickbankig in Erscheinung treten. Seine Rotfärbung ist oberflächlicher Natur und erklärt sich durch Auswaschungen von Eisenoxiden aus dem Hangenden, insbesondere aus der Supai Group. In seinem unteren Abschnitt kommt es zur Wechsellagerung von braungrauem, feinkristallinen Dolomit und fein- bis grobkörnigem Kalk mit dazwischentretenden Lagen weißer Chertlinsen sowie Steilwand bildenden Lagen von bräunlich-grauem, dickbankigen, feinkörnigen Dolomit.
Das aus dem frühen Unterkarbon stammende Whitmore Wash Member baut sich im Westen und Norden aus fossilführenden bioklastischen Kalken auf (darunter kalkhaltige Tonsteine, Pisolithe, Peloidkalke), andernorts aus feinkörnigen, dickbankigen, Steilwand bildenden Dolomiten. Letztere sind gelbgrau bis braungrau, verwittern jedoch dunkelgrau. Die Mächtigkeit des Members wächst von 15 Meter im Osten des Grand Canyons auf 36 Meter im Westen an. Die durchschnittliche Mächtigkeit beträgt 25 Meter. Das Member keilt nach Südosten aus und erreicht im Nordwesten und Norden über 60 Meter an Mächtigkeit.
Das folgende Thunder Springs Member ist nur unwesentlich jünger als das vorangegangene Whitmore Wash Member. Es handelt sich hierbei um eine distinkt gebänderte Gesteinseinheit, in der sich Lagen aus Karbonaten und weißen Chertlinsen und -bändern miteinander abwechseln. Die Verwitterung hat auf der Steilwand diese schwarze und hellbraune Bänderung deutlich herauspräpariert. Die Mächtigkeit des Members beträgt 30 Meter im Osten und Süden und 45 Meter im Westen und Norden. Es keilt nach Südosten aus, erreicht aber im Norden und Nordwesten eine maximale Mächtigkeit von 71 Meter. Der Karbonatanteil besteht zur Hälfte aus Kalken und zur Hälfte aus Dolomiten in Wechsellagerung mit fein- bis grobkörnigen Kalken und Chertlagen. Die fossilführenden Kalke sind grau gefärbt, dünnbankig und Steilwand bildend, die feinkörnigen Dolomite sind braungrau, zeigen eine Bankstärke von 2 bis 12 Zentimeter und sind ebenfalls Steilwandbildner. Kalke finden sich häufiger im Norden, Dolomite im Süden. Die Kalke können großmaßstabige Schrägschichtung und eine unregelmäßige, runzlig verfaltete Lagerung aufweisen. Der Fossilinhalt nimmt generell in Richtung Westen zu. Der ebene, aber diskordante Kontakt zum unterlagernden Whitmore Wash Member wird durch dessen Chertmangel hervorgehoben.
Das Thunder Springs Member ist eine Flachwasserablagerung und unterlag während seiner Sedimentation dem Einfluss von meteorischem Grundwasser, wodurch es zur Kompaktion, zur  Rekristallisation, zur Dolomitisierung und auch zur Verkieselung des Kalks kam und folglich zur Herausbildung seiner charakteristischen Hell-Dunkel-Bänderung. Die chemischen Umwandlungen dürften wahrscheinlich auch auf der Beteiligung von in der Gezeitenzone wachsenden Algenmatten beruhen.
Das Mooney Falls Member wurde in tieferem Wasser abgelagert (Wassertiefe bis zu 30 Meter) und datiert ins frühe Viseum (mittleres Unterkarbon). Riffartige Strukturen verleihen ihm ein massiges, homogenes Auftreten. Es besteht aus einem hellgrauen, massiven, steilwandbildenden Kalk, der im Südosten eine Mächtigkeit von 75 Meter und im Nordwesten von 122 bis maximal 137 Meter erreicht. Das Member keilt nach Südosten und Süden aus. Der fossilführende, fein- bis grobkörnige Kalk besitzt eine Bankungsstärke von 1 bis 6 Meter. Er verwittert dunkelgrau und die in ihm enthaltenen Chertlagen schwarz. In seinem Liegenden im Westen sind auch dunkelgraue Dolomitbänke enthalten, Oolithkalke und Chertlagen sind generell im Hangenden anzutreffen. Das Member zeichnet sich im oberen Drittel des Westens durch schräggeschichtete Kalklagen aus. Die Schrägschichtung zeigt nur geringes Einfallen und gehört dem tafelförmigen und planaren Typ an. Der Kontakt zum unterlagernden Thunder Springs Member ist ebenfalls lithologisch diskordant, wobei massiver grauer Kalk des Mooney Falls Members dunkelgrauem bis braunem Dolomit und weißen Chertlagen des Thunder Springs Members aufsitzt. Die Diskordanz repräsentiert jedoch nur geringe Erosion und leichte Anhebungen am Thunder Springs Member.
Das abschließende Horseshoe Mesa Member ist erneut unter Flachwasserbedingungen entstanden und markiert das Einsetzen einer langsamen Regression. Es geht in rückschreitende Kalkrippen und -absätze über. Von allen Membern ist es das Geringmächtigste und wird nur 12 bis 30 Meter dick, mit Mächtigkeitszunahme in Richtung Westen. Unterhalb der Erosionsrinnen der Surprise-Canyon-Formation fehlt es vollständig. Es ist etwas jünger als das vorangegangene Mooney Falls Member. Die nur stellenweise fossilführenden Kalke sind hellolivgrau, dünnbankig und feinkörnig. Der Kontakt zu den massigen Kalken des unterlagernden Mooney Falls Members ist zwar gradueller Natur, aber dennoch diskordant. Er wird eindeutig von den dünnbankigen, plattigen Kalklagen des Horseshoe Mesa Members hervorgehoben, welche hier eine 1 bis 3 Meter mächtige Einkerbung bilden. Die Kalke zeigen teilweise Rippellaminierungen, oolithische Lagen und einige Chertlinsen.

### Kontaktverhältnisse

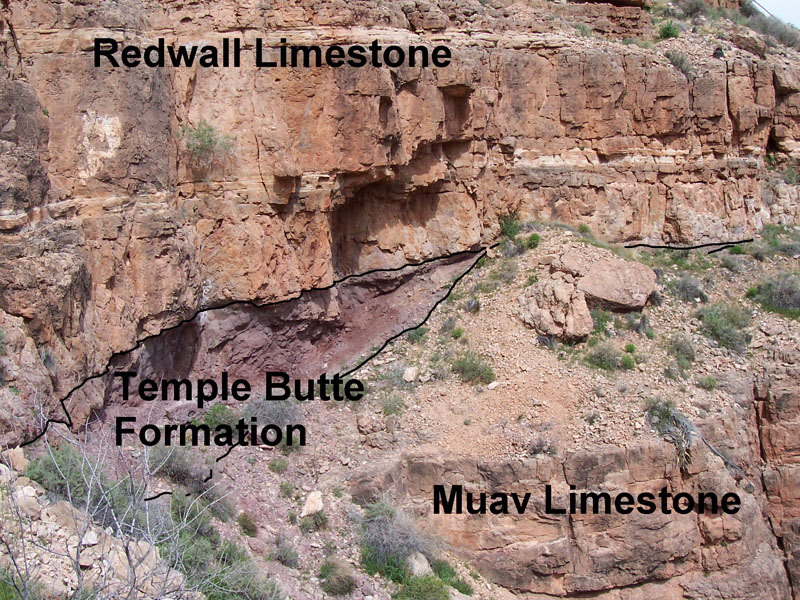
Liegendkontakt des Redwall Limestones mit Temple-Butte-Formation und Muav-Formation

Der Redwall Limestone wird sowohl im Liegenden als auch im Hangenden von Diskordanzen umgrenzt. Sein Liegendkontakt hat einen Reliefunterschied von 2 bis 3 Meter und besteht aus einem Basiskonglomerat, dessen Gerölle in situ entweder der unterlagernden Temple-Butte-Formtion oder der Muav-Formation entstammen. Die Temple-Butte-Formation ist geringmächtig und ihre devonischen Schichten füllen Paläotäler, die in die darunter liegende Muav-Formation eingeschnitten sind. Außerhalb dieser Rinnen liegt der Redwall Limestone auf der oberkambrischen Muav-Formation. Der Liegendkontakt ist aber nicht überall als Diskordanz zu erkennen und Konglomerate können fehlen. So ist er im Osten des Grand Canyons vollkommen flach und eben.
Der Hangendkontakt ist eine sehr deutliche Erosionsdiskordanz. Tief in den Kalk eingeschnittene Paläotäler und tiefe Karstdepressionen werden hier meist von der Surprise-Canyon-Formation plombiert.
Zwischen dem Thunder Springs Member und dem Mooney Falls Member befindet sich eine intraformationelle Schichtlücke, die von Westen nach Osten an Bedeutung gewinnt.

## Sedimentpetrologie
Die weitaus majoritären Karbonate des Redwall Limestones bauen sich aus unterschiedlichen Kalk- und Dolomittypen auf. Hierbei lassen sich zwei Hauptkategorien unterscheiden – Karbonate mit bioklastischem Skelettanteil und Karbonate ohne bioklastischem Skelettanteil. Karbonate mit bioklastischem Skelettanteil enthalten Reste von Arthropoden, Brachiopoden, Bryozoen, Calcisphären, Crinoiden, Foraminiferen, Gastropoden, Korallen, Muscheln und Ostrakoden. Karbonate ohne bioklastischen Skelettanteil führen Intraklasten, Lithoklasten, Ooide, Peloide, Pellets, Pisolithen und Stromatolithen und schließen kalkige als auch dolomitische Mudstones mit ein.

### Gefügetypen
Laut W. Norman Kent (1975) lassen sich im Redwall Limestone 10 Gefügetypen unterscheiden, welche zur Bestimmung des Ablagerungsmilieus von Bedeutung sind. Hierzu gehören dolomitischer Mudstone, stromatolithischer Wackestone, pisolithischer Wackestone, calcisphärischer Packstone, pelletaler Packstone, oolithischer Packstone, oolithischer Grainstone, Foraminiferen-Grainstone, Crinoiden-Grainstone und Crinoiden-Packstone.

#### Dolomite
Die Dolomite und dolomitischen Mudstones sind hellbraun bis hellgrau gefärbt. Sie sind feinkörnig mit einer Korngröße von 0,1 Millimeter. Sie können laminiert auftreten und Peloide enthalten. Das Dolomitgefüge erscheint im Liegenden der beiden transgressiven Member des Redwall Limestones – im Whitmore Wash Member und im Mooney Falls Member. Die Dolomitfazies wird als supratidalen Ursprungs oder auch als Sabkhaablagerung angesehen.

#### Stromatolithischer Wackestone
Stromatolithen kommen im Redwall Limestone nicht gerade häufig vor, können aber im Liegenden des Whitmore Wash Members oder innerhalb des Mooney Falls Members beobachtet werden. Stromatolithische Gefüge sind in Gesteinen nur selten erhalten – Ausnahmen bilden die Ablagerungsmilieus hohes Intertidal bis Supratidal. Sie kommen in verschiedenen modernen Environments relativ häufig vor, werden aber meist von Sedimentwühlern zerstört. Die stromatolithischen Wackestones liegen über den Dolomiten und werden daher dem Supratidal oder dessen Nähe zugeordnet.

#### Pisolithischer Packstone
Die pisolithischen Packstones bestehen aus Pisoiden und Pellets (Kotpillen), die in eine Matrix aus Mikrit oder neugebildetem  Sparit eingebettet sind. Pisolithe sind relativ selten im Redwall Limestone. Sie werden – falls vorhanden – aus einem Kern aus Intraklasten oder Peloiden aufgebaut, welche von unregelmäßig krenulierten Lagen umgeben werden. Die Pisoide werden 2 bis 5 Millimeter groß und entstammen offenbar Algen. Die pisolithischen Packstones werden der oberen neritischen Zone zugeordnet, in welcher durch den Wind erzeugte Strömungen die Körner hin- und herrollen konnten.

#### Calcispärischer Packstone
Calcisphären haben eine dünne Wand, die einen kugelförmigen Hohlraum angefüllt mit Sparit umkleiden. Ihr Außendurchmesser beträgt 0,5 Millimeter. Ihre Zuordnung ist unklar. Laut Rupp (1967) sollen die glatten Formen den Zysten von Acetabularia – modernen Dasycladaceen – ähneln. Calcisphären treten auch in Crinoiden-Packstones und in pelletalen Packstones auf. Calcisphärische Packstones  enthalten im Redwall Limestone eine Mischung aus Pellets und Algenstrukturen und wurden wahrscheinlich zwischen Pisolithischen Packstones und pelletalen Packstones (im stratigraphischen als auch im faziellen Sinn)  gebildet. Ihr Ablagerungsmilieu war die niedrigenergetische neritische Zone.

#### Pelletaler Packstone
Dieser Gefügetypus besteht aus gefügegestützten Pellets und Bioklasten (Brachiopoden, Ostrakoden etc.) in intergranularem Mikrit. Die Pellets sind von ellipsoidaler Gestalt, besitzen jedoch keine Internstruktur. Ihr Durchmesser bewegt sich zwischen 0,1 und 0,25 Millimeter. Sie entstanden unter neritischen Ablagerungsbedingungen mittlerer Energie, umringt von hoher biologischer Produktivität. Die Skelettelemente wurden von Mikrit überzogen und lassen ferner auf die Bohrtätigkeit von Algen schließen.

#### Oolithischer Packstone
Die Oolithischen Packstones setzen sich aus Ooiden, Pellets und fossilem Abrieb (unter anderem aus Crinoiden) zusammen. Die Ooide zeigen gewöhnlich eine cremefarbene oder gelblich-weiße Oberfläche. Ihre Kerne sind gewöhnlich Crinoidenstielglieder, im Mooney Falls Member enthalten manche Ooide auch Foraminiferen als Kerne. Die Durchmesser der Ooide bewegen sich zwischen 0,2 und 1,0 Millimeter. Die oolithischen Packstones bildeten sich immer dort, wo Wellenenergie oder Strömungen stark genug waren, um die Ooide schelfwärts in ein niedrigenergetisches Environment zu transportieren. Der niedrigenergetische Charakter des Ablagerungsraumes wird durch die Gegenwart von intergranularem Mikrit angezeigt.

#### Oolithischer Grainstone
Die oolithischen Grainstones bestehen fast vollständig aus Ooiden die durch einen Sparit zusammengehalten werden. Stellenweise gesellen sich Crinoiden bar jeden Überzugs und andere Bioklasten hinzu. Dieser Gefügetypus dürfte in einem Ablagerungsraum mit starken Meeresströmungen und bedeutender Wellenbewegung entstanden sein – wie das Fehlen von Mikrit nahelegt.

#### Foraminiferen-Grainstone
Foraminferen-Grainstones finden sich sowohl lateral als auch vertikal zwischen oolithischen Grainstones und Crinoiden-Grainstones. Dies deutet womöglich darauf hin, dass Foraminiferen in höher energetischen Bereichen als Crinoiden leben konnten. Foraminiferenarten und ihre Häufigkeit im Redwall Limestone werden gut von McKee und Gutschick (1969) beschrieben.

#### Crinoiden-Grainstone
Stielglieder von Crinoiden sind die am häufigsten vertretenen Bioklastika im Redwall Limestone. Ihre Größe bewegt sich zwischen 1 und 4 Millimeter. Crinoiden-Grainstones können neben Crinoiden auch Bryozoen, Foraminiferen und verschiedene andere Skelettelemente enthalten. Das generelle Fehlen von Mikrit deutet auf Strömungssortierung.

#### Crinoiden-Packstone
Die Crinoiden-Packstones enthalten ebenfalls Crinoidenstielglieder, Fossilabrieb, Pellets und Mikrit. Die Gegenwart von Mikrit lässt im Verbund mit Nachbarschaftsverhältnissen zu anderen Gefügetypen vermuten, dass sie in ruhigeren Verhältnissen weiter seewärts als die Crinoiden-Grainstones gebildet wurden.

### Fazies
Die 10 Gefügetypen können in vier, für das Ablagerungsmilieu bedeutende Fazies unterteilt werden. Fazies I wird von Crinoiden-Packstones repräsentiert und entspricht dem offenen Meer. Fazies II besteht aus Crinoiden- und Foraminiferen-Grainstones und steht stellvertretend für das Intratidal. Fazies III enthält oolithische Grainstones, oolithische Packstones und pelletale Packstones und steht für das beschützte Intratidal. Fazies IV schließlich umfasst die calcisphärischen Packstones, die pisolithischen Packstones, die stromatolithischen Wackestones und die Dolomite. Sie ist supratidalen Charakters.
Fazies I entwickelte sich im offenen Meer unterhalb der Wellenbasis. Fazies II und Fazies III entstanden im Bereich zwischen Wellenbasis und Obergrenze der Gezeitenzone. Fazies IV wurde vom Einfluss der Gezeiten und des Wellengangs nicht berührt.

### Dolomitisierung
Das Thunder Springs Member des Redwall Limestones ist dolomitisiert, jedoch das überlagernde Mooney Falls Member nicht. Der Dolomit im Thunder Springs Member ist allem Anschein nach spätdiagenetischen Ursprungs. Die Dolomitisierung war nach der Transgression erfolgt, sie lässt aber dennoch die Überreste der ursprünglichen, typisch marinen Fazies erkennen. Der Dolomitisierungsprozess der nach der Transgression exponierten Kalksedimente kann am besten mit der Mischwasser-Dolomitbildung – dem Dorag-Modell – erklärt werden und beruht auf der Vermischung von Meerwasser mit Frischwasserzufluss unter geeigneten physiko-chemikalischen Bedingungen.

### Chertbildung
Unregelmäßige Chertlagen, örtlich auch als Linsen und Knollen ausgebildet, treten sowohl im gesamten Thunder Springs Member als auch im Hangenden des Mooney Falls Members auf. Sie wechseln sich dabei mit dünnen Karbonatlagen ab. Es wird angenommen, dass ihre Bildung auf dem Meeresboden frühdiagenetisch erfolgt war. Möglicherweise spielten hierbei auch Fossilienassoziationen eine gewisse Rolle.

## Ablagerungsmilieu

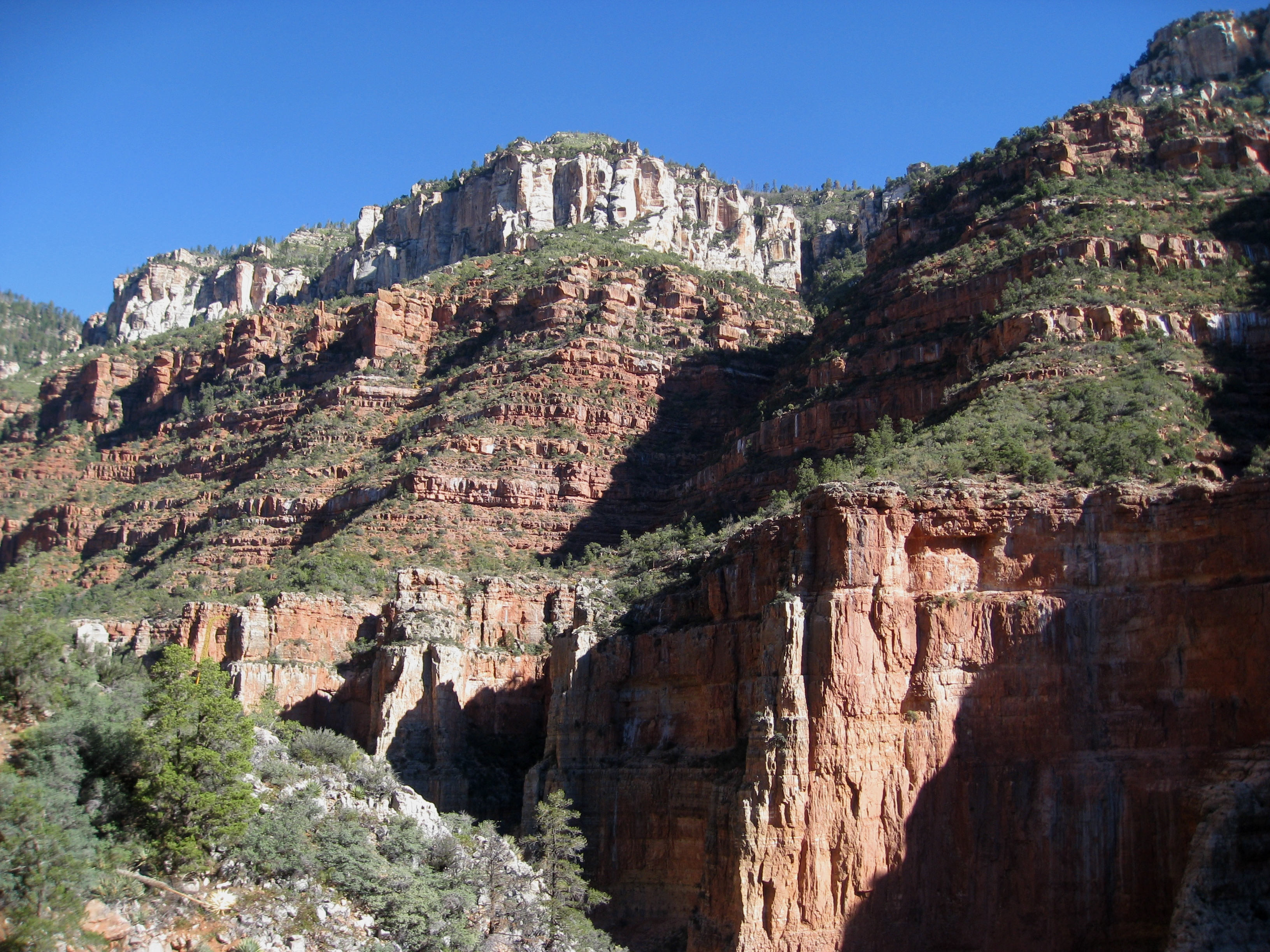
Redwall Limestone an der Redwall Bridge, darüber die rote Supai Group und die Steilwand des hellen Coconino Sandstones

Der Redwall Limestone war in einem epirogenen Meer abgelagert worden, welches einen breiten, generell leicht in westliche Richtung geneigten kratonischen Schelf bedeckte. Der Küstensaum umrundete das Hochland des Defiance Uplifts im Osten Arizonas. Von diesem Hochgebiet gingen zwei, sich nach Westen und Südwesten erstreckende Rücken aus – die Rücken von Peach Springs und von Payson. Sie unterteilten den Ablagerungsraum in drei Sektoren, einen nach Nordwest geneigten Nordsektor und zwei Südsektoren mit Südwest- und Südneigung.
Die Ablagerungstiefen waren sehr flach bis nur mäßig tief und der Meeresboden wurde von Kalkschlamm und Kalksand bedeckt. Terrigene Einschaltungen fehlten, jedoch waren größere örtliche Ansammlungen von Crinoiden anzutreffen. Die Wassermassen waren relativ turbulent bis still und klar, ihre Temperaturen warm, ihre Salinität jedoch zu gering, um Evaporite abzuscheiden.
Die Karbonatfällung in diesem warmen Meer erzeugte eine Reihe von Karbonatgefügen, die als Ablagerungsmilieu den Bereich unterhalb der Wellenbasis bis hin zum Supratidal erkennen lassen. In Annäherung an die Küste folgen somit auf den offen marinen Bereich offenes Intratidal, beschütztes Intratidal und Supratidal.

## Sequenzstratigraphie
Der Redwall Limestone dokumentiert zwei Transgressions-Regressionszyklen eines von Westen transgredierenden Flachmeeres. Beide Zyklen sind marin und weisen ähnliche Fazies auf. Die Art und Weise, wie sich diese Fazies verlagern, gibt aber eine unterschiedliche Dynamik des Sedimentationsgeschehens zu erkennen. Der ältere erste Zyklus war in seiner räumlichen Ausdehnung weitreichender und wird von dem transgressiven Whitmore Wash Member und dem regressiven Thunder Springs Member repräsentiert. Er setzt sich aus einer langsamen Transgression und einer langsamen Regression (oder möglicherweise auch einer depositionellen Progradierung im Verbund mit Kompaktion der Sedimente) zusammen, wobei die anfängliche Transgression (T-1) zusätzlich durch eine kurze, zwischenzeitliche Regression (R-1) gekennzeichnet ist. Der zweite Zyklus betrifft das transgressive Mooney Falls Member und das regressive Horseshoe Mesa Member. Die zweite Transgression ging sehr schnell vonstatten, die Regression mit einem meerwärtigen Rückzug der Faziesgürtel erfolgte sodann aber nur langsam. Die Transgressionsphase gliedert sich in drei an Intensität zunehmende Pulse (T-2, T-3 und T-4), insgesamt war ihre räumliche Ausdehnung jedoch wesentlich geringer.
Möglicherweise bestand auch noch ein dritter Zyklus, der aber nach Ende der Redwall-Sedimentation wieder entfernt wurde.
Diese Zyklen sind in die übergeordnete Kaskaskia-Transgression einzuordnen, die sich ab Beginn des Devons über Nordamerika ausgebreitet hatte. Der Kaskaskia-Zyklus hielt bis gegen Ende des Unterkarbons an und erreichte seinen Meeresspiegelhöchststand mit etwas mehr als 200 Meter im frühen Unterkarbon. Global hatte sich der Meeresspiegelhöchsstand mit 150 Meter jedoch bereits etwas früher an der Grenze Devon/Karbon eingestellt. Die Kaskaskia-Transgression kam von Westen, überschwemmte schließlich den größten Teil des amerikanischen Südwestens und hinterließ im Bereich des Grand Canyons die Temple-Butte-Formation und den Redwall Limestone.

## Paläogeographie
Der Bereich des Grand Canyons befand sich während des frühen Mississippiums (vor und 340 Millionen Jahren) unter einem flachen und warmen Schelfmeer, in dem Karbonate abgesetzt wurden. Festland war der Transcontinental Arch, der den zentralen Osten Arizonas berührte, die Region des Defiance Uplifts war Hochland. Der Transcontinental Arch hatte gegenüber dem Mittelkambrium starke Flächeneinbußen erlitten und zog sich jetzt von Südostarizona über New Mexico und Colorado bis in die westlichen Great Plains. Mit Erreichen der Grenze zu Nevada vertiefte sich der leicht geneigte Schelf in einen Flyschtrog, der Vortiefe des Überschiebungsgürtels des Antler-Orogens. Die damalige Schelfkante folgte in etwa der Wasatch Hingeline und war von Saumriffen besetzt.

## Höhlenbildung, Verkarstung und Brekzienschlote

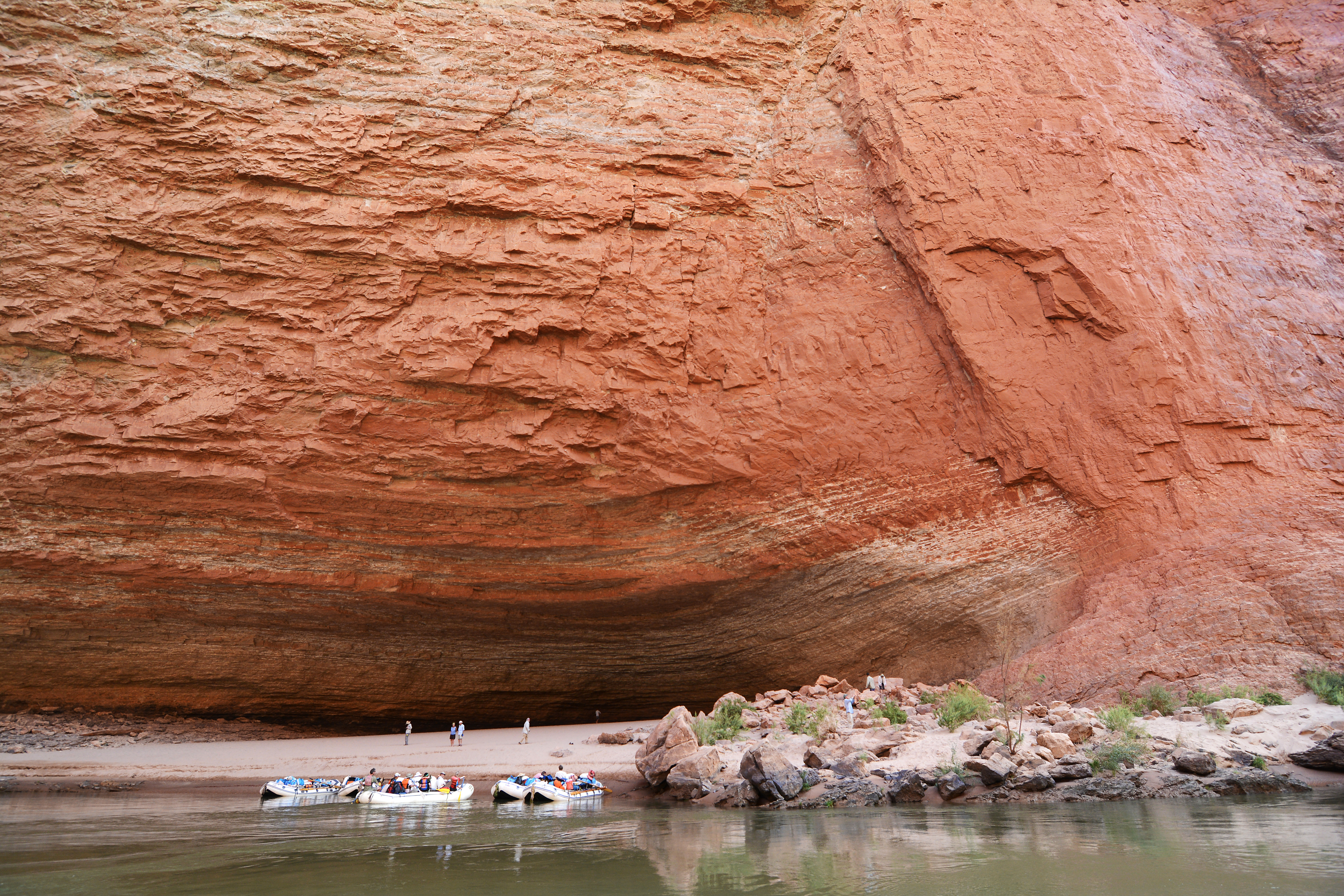
Die Redwall Cavern am Colorado River

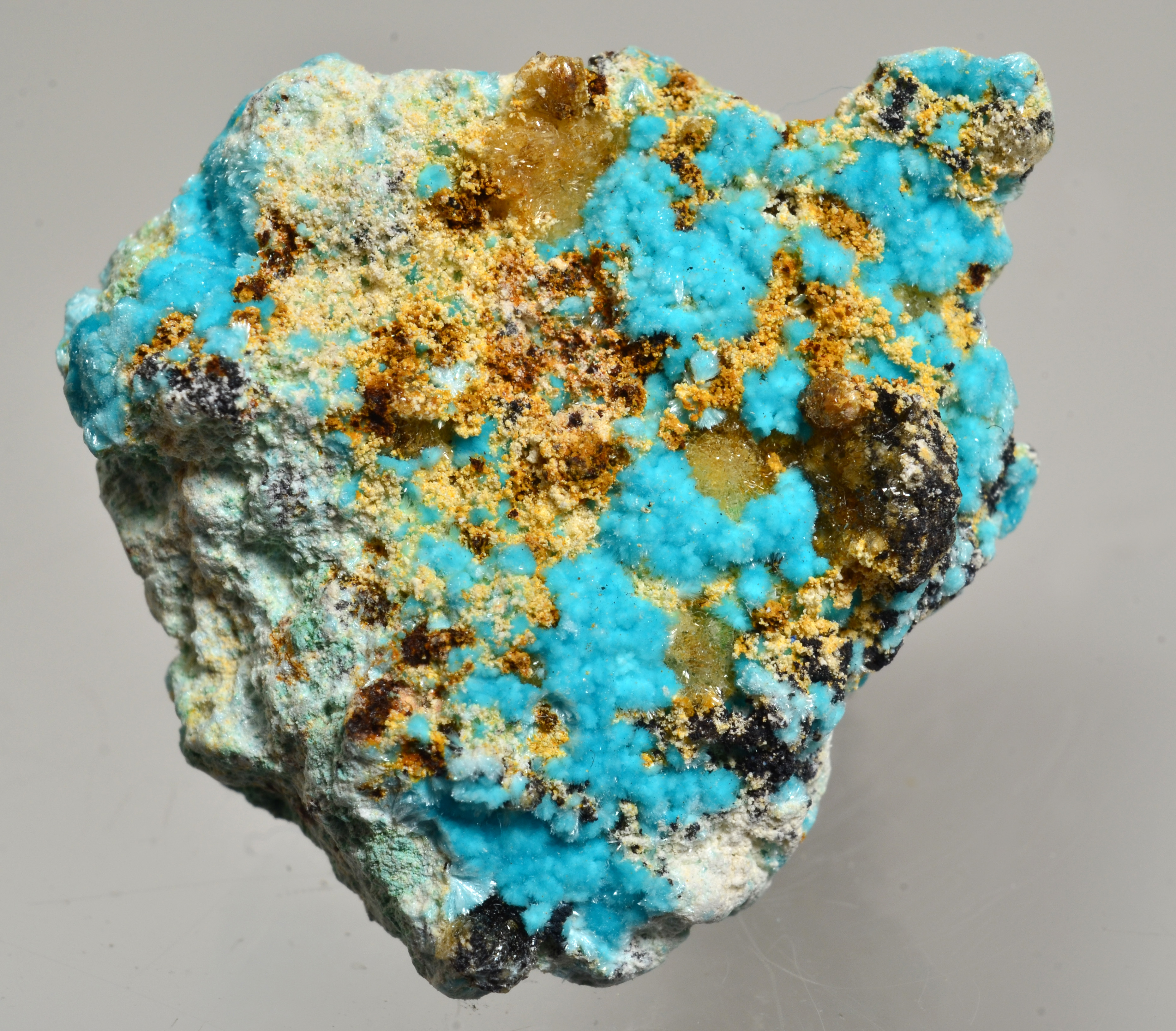
Grandviewit aus seiner Typlokalität der Grandview Mine, einem ehemaligen Brekzienschlot

Der Redwall Limestone zeigt eine sehr intensive Höhlenbildung, insbesondere in den oberen beiden Membern, zu geringerem Maße auch in den unteren beiden. Die Höhlenöffnungen sind oft nahezu kreisrund, wie an den Steilwänden schön zu sehen ist. Das Höhlensystem ist miteinander verlinkt und sehr extensiv, Schätzungen belaufen sich auf eine totale Ganglänge von mehr als 1500 Kilometer. Viele Höhlen sind leer, manche sind aber teilweise oder vollständig verfüllt. Hierbei handelt es sich um ein Gemisch aus Brekzien und rotem Silt, das von oben eindrang und älter als die auflagernde Supai Group ist. Die Höhlen enthalten gelegentlich interessante Stalaktiten und Stalagmiten. Die Anwesenheit von Menschen kann in ihnen anhand von Artefakten (wie beispielsweise den split-twig figurines) rund 3500 Jahre zurückverfolgt werden. Im Zusammenhang mit den Höhlen sind riesige halbkreisförmige Nischen (Englisch caverns) im Fels anzuführen, die zu hunderten den Colorado River säumen und gerne von Raftern aufgesucht werden.
Eng verwandt mit der Nischen- und Höhlenbildung sind andere, weniger auffällige, auf Gesteinslösung beruhende dolinenartige Strukturen. So wird die Oberfläche der Formation von zahlreichen Lösungswannen, Lösungstrichtern (Englisch sinkholes) und Lösungsrissen übersät. Die Lösungsstrukturen können teilweise oder vollständig mit rotem Tonstein plombiert sein, welcher entweder aus der Sedimentation der Supai Group stammt oder als Kalklösungsrückstand anzusehen ist. Denkbar ist auch der äolische Eintrag von feinem Staub. Vielerorts hat sich auch eine ausgesprochene Karsttopographie entwickelt, welche ebenfalls älter als die Sedimente der Supai Group ist. Der Beginn der Verkarstung dürfte direkt mit dem Auftauchen des Redwall Limestones in Zusammenhang stehen, welche vor zirka 330 Millionen Jahren einsetzte, bis 315 Millionen Jahre dauerte und die Kalkformation der Oberflächenverwitterung preisgab. Das Auftauchen der Formation war entweder einem aktiven Meeresspiegelrückgang oder einer generellen Hebung der Landoberfläche geschuldet. Vermutet wird ein allgemeiner Meeresspiegelrückgang, der im Zusammenhang mit der Entstehung von Pangäa zu sehen ist.
Hierzu gehört auch die Surprise-Canyon-Formation, die von der Oberflächenerosion freigelegte Rinnen und Flusstäler im Redwall Limestone zusedimentierte.
Vor rund 200 Millionen Jahren mit Beginn des Juras kam es zum Einsturz von Höhlendecken im oberen Redwall Limestone aufgrund der mittlerweile akkumulierten Sedimentauflast. Es entstanden die vertikalen Brekzienschlote (Englisch breccia pipes), die bis in den Coconino Sandstone hinaufreichen und unterhalb des Hermit Shales mineralisiert wurden. Heißes Grundwasser beladen mit gelösten Metallen war in den Schloten aufgestiegen und hatte dann die Metallfracht bestehend aus teils hochgradigen Erzen wie Silber, Gold, Uran, Kupfer, Blei und Zink am Stauer Hermit Shale wieder abgeschieden. Der Einsturzprozess dauert nach wie vor bis auf den heutigen Tag an.

### Mineralisation des Hangenden
Die Mineralisation der vom Redwall Limestone ausgehenden Brekzienschlote hinterließ – meist im Hermit Shale oder im Coconino Sandstone – neben Gips zahlreiche, zum Teil sehr seltene Minerale wie beispielsweise Aurichalcit, Azurit, Brochantit, Chalcoalumit, Cyanotrichit, Grandviewit, Osarizawait, Phillipsbornit, Smithsonit, Uraninit und  Zeunerit.

## Fossilien

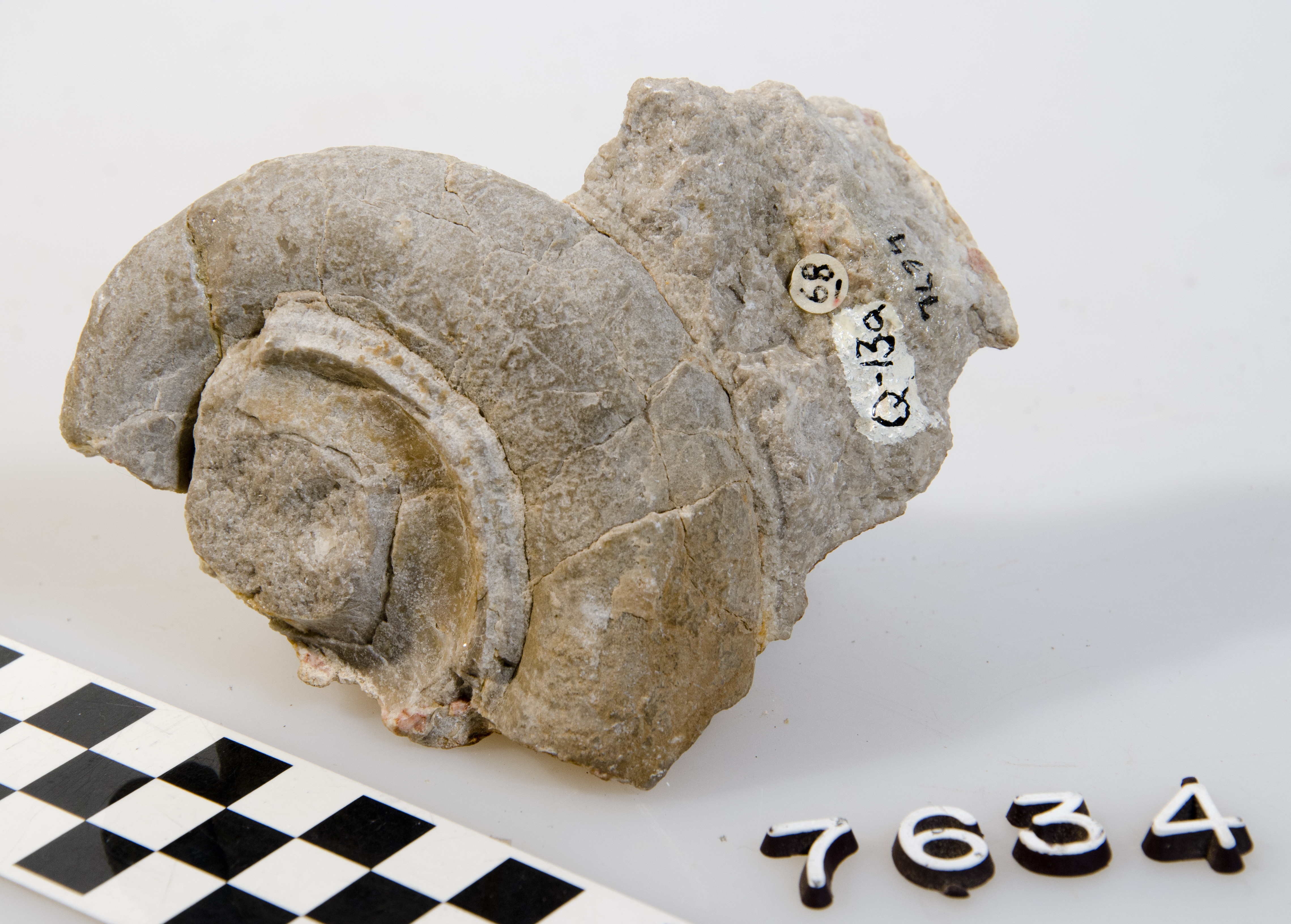
Der Gastropode Straparollus aus dem Mooney Falls Member

Fossilien kommen im Redwall Limestone relativ häufig und auch artenreich vor, ihre Erhaltung lässt aber oft zu wünschen übrig. An pflanzlichen Überresten enthält die Formation Algen, Calcisphären und Foraminiferen. Bei den Invertebraten erscheinen Arthropoden (mit relativ seltenen Trilobiten), Blastoideen, Brachiopoden, Bryozoen, Crinoiden, Gastropoden, rugose und tabulate Korallen, Nautiloideen, Ostrakoden und Seegurken. Unter den Vertebraten sind holocephale Knorpelfische (Chondrichthyes) sowie unbestimmte Fischzähne anzuführen. Ichnofossilien sind Wurmbauten und Kriechspuren von Invertebraten.
Beherrschend unter den Fossilien des Redwall Limestones sind eindeutig die Brachiopoden mit Rhynchonellata und Strophomenata. Die Rynchonellata werden eindeutig von den Spiriferida beherrscht, die mehr als 90 Prozent der Brachiopodentaxa stellen. Bei weitem ausschlaggebend ist hierbei das Taxon Spirifer (Spirifer sp.) mit untergeordnet Spirifer centronatus und Spirifer redwallensis. Weitere Spiriferiden sind Composita, Neospirifer striatus, Prospira, Punctospirifer kentuckyensis und Unispirifer minnewankensis. Neben den Spiriferiden sind zugegen die Ordnungen Athyridida (mit Cleiothyridina), Orthida (mit Rhipidomella), Rhynchonellida (mit Camarotoechia, Pugnax, Pugnax osagensis und Pugnoides), Spiriferinida und Terbratulida (mit Dielasma). Sehr häufig bei den Strophomenata ist der Orthotetida Derbyia, untergeordnet erscheinen auch Floweria chemungensis, Meekella, Orthotetes und Streptorhynchus. Anwesend sind auch die Ordnungen Productida (mit Chonetes, Productus und Tomiproductus gallatinensis) und Strophomenida (mit Leptagonia).
Bei den Arthropoden (Trilobiten) erscheint die Ordnung Proetida mit den Taxa Aprathia, Breviphillipsia und Phillipsia peroccidens. Die Bryozoen sind mit der Klasse Stenolaemata vertreten, darunter die Ordnungen Cryptostomida, Cystoporida (mit Cheilotrypa, Coscinotrypa, Cystodictya, Dichotrypa und Ramiporalia), Fenestrata (mit Fenestralia, Lyroporella, Neoreteporina und Polyporella), Fenestrida (mit Fenestella, Fenestella compressa, Fenestella serratula, Penniretepora und Polypora) und Trepostomatida. Unter den Echinodermata sind erwähnenswert die Blastoidenordnung Spiraculata (mit Pentremites) sowie recht häufige, jedoch unbestimmbare Reste von Crinoidenstielgliedern.
Als seltene Cephalopoden fungieren der Pseudorthocerida Rayonnoceras sowie einige Nautiloideenreste.
Die Foraminiferen mit der Klasse Fusulinata sind reichlich vertreten, darunter die Ordnungen Archaediscida (mit Pohlia henbesti und Tournayella), Earlandiida (mit Earlandia), Endothyrida (mit Endothyra, Endothyra gutschicki, Endothyra kleina, Endothyra tantula, Endothyra trachida, Eoendothyranopsis, Eoendothyranopsis hinduensis, Eoendothyranopsis macra, Eoendothyranopsis scitula, Eoendothyranopsis spiroides, Globoendothyra baileyi, Inflatoendothyra eospiroides, Neoseptaglomospiranella dainae, Plectogyra turgida, Plectogyranopsis eocompressa, Quasiendothyra turbida, Septabrunsiina, Septabrunsiina mckeei, Septaglomospiranella, Septaglomospiranella chernoussovensis, Septaglomospiranella rossi, Skippella redwallensis, Spinobrunsiina torquida, Spinoendothyra bellicosta, Spinoendothyra spinosa, Tuberendothyra, Tuberendothyra paratumula, Tuberendothyra safonovae, Tuberendothyra tuberculata), Fusulinida (mit Schubertella), Lituolida und Parathuramminida (mit Calcisphaera und Tuberitina).
Ordnungen bei den Gastropoden sind Bellerophontida (mit Bellerophon und Euphemites subpapillosus), Euomphalina (mit Euomphalus und Straparollus), Murchisoniina (mit Loxonema) und Pleurotomariida.
Bei den Korallen (Anthozoa) finden sich die Ordnungen Auloporida (mit Syringopora, Syringopora aculeata und Syringopora surcularia), Favositida (mit Cladopora) und Stauriida (mit Amplexizaphrentis, Clisiophyllum, Dorlodotia, Dorlodotia inconstans, Homalophyllites paucicinctus, Homalophyllites subcrassus, Menophyllum excavatum, Sychnoelasma, Triplophyllites, Vesiculophyllum, Vesiculophyllum incrassatum und Zaphrentites persimilis).

## Alter
Der Redwall Limestone wurde im Unterkarbon zwischen 353 und 335 Millionen Jahren abgelagert. Dies entspricht dem Tournaisium und dem Viseum. Äquivalente nordamerikanische Stufen sind Kinderhookium, Osageum, Meramecium und Chesterium. Das Whitmore Wash Member wurde während des Kinderhookiums und zu Beginn des Osagiums abgelagert, das Thunder Springs Member im unteren Osagium, das Mooney Falls Member im oberen Osagium und unteren Meramecium und das Horseshoe Mesa Member im oberen Meramecium.
Liegend- und Hangendkontakt des Redwall Limestones sind diachron, wie Fossilien belegen. Der Liegendkontakt wird jünger gen Osten in Richtung Defiance Uplift, der Hangendkontakt verhält sich jedoch umgekehrt.